# Mariene ecoregio Zuidelijke Rode Zee
De Mariene ecoregio Zuidelijke Rode Zee (88) (Engels: Southern Red Sea marine ecoregion) is een biogeografische regio en ligt in het noordwesten van de Indische Oceaan in de Mariene provincie Rode Zee en Golf van Aden (18) in het Marien rijk Westelijke Indo-Pacific. De mariene ecoregio is vastgesteld door het World Wide Fund for Nature en The Nature Conservancy en is vernoemd naar de Rode Zee.
In het noordwesten grenst het gebied aan de mariene ecoregio Noordelijke en Centrale Rode Zee (87) en in het zuidoosten aan de mariene ecoregio Golf van Aden (89).

## Geografie
De mariene ecoregio ligt in het noordwesten van de Indische Oceaan in de Rode Zee voor de kust van Saoedi-Arabië, Jemen (westkust), Ethiopië en Soedan. Het gebied zich uit van ten zuiden van de stad Jeddah tot ten noorden van de zeestraat Bab el Mandeb.
Het gebied kenmerkt zich door slechts lokale zeestromingen in deze zee.

## Biogeografie
Het gebied kent zeeleven dat houdt van tropische temperaturen.